# Reimar Lüst
Reimar Lüst   (Barmen, 25 de març de 1923 - Hamburg, 31 de març de 2020) fou un astrofísic alemany. Va ser director general de l'Agència Espacial Europea (ESA) del 1984 fins al 1990. El Dr. Lüst va rebre títols en física de les Universitats de Göttingen, Chicago i Princeton i va ser professor a Nova York, MIT i Caltech abans de convertir-se en director general de l'ESA.